# Cotylorhiza tuberculata
Cotylorhiza tuberculata còn được gọi là Sứa trứng ốp la do hình dạng chuông như quả trứng ốp la là một loài sứa sinh sống chủ yếu ở những vùng nước ấm áp, nhiều ánh sáng mặt trời.
Loài sứa này sinh sống ở Địa Trung Hải, chúng cũng sinh sống ở những vùng biển ấm nhiều nắng khác như biển Aegea - vùng vịnh nối dài của Địa Trung Hải, nằm giữa Hy Lạp và Thổ Nhĩ Kỳ. 